# Chêne-Bourg
Chêne-Bourg é uma comuna suíça do Cantão de Genebra que fica rodeada por Chêne-Bougeries, Vendoeuvres (Genebra) e Thônes.
Segundo o Departamento Federal de Estatísticas Chêne-Bourg ocupa uma superfície de apenas 1.28 km2 e por isso é a mais pequena comuna do cantão de Genebra e 88 %  são ocupados pela habitação ou de infra-estructuras e menos de 10  % ocupada pela agricultura 
Junto a Genebra, Chêne-Bourg contrariamente às outra comunas de Genebra que tiveram um grande aumento populacional nos anos 1970, teve-o nos anos 1960 e não nos anos 1970 quando duplicou, passando de 2 477 a 5 027 e depois tem tido um aumento irregular mas em 2008 tinha 7 692 habitantes.